# Best of - live
Best of - live je kompilacijski album skupine Prljavo kazalište, ki je izšel leta 2009 pri založbi Dallas Records. Album vsebuje zgoščenko koncerta v Zagrebu, ki je potekal 22. decembra 2003, v sklopu humanitarne akcije »Za 1000 radosti« in DVD koncerta v Splitu, ki je potekal 13. junija 2006, med Svetovnim prvenstvom v nogometu 2006. Najbolj znane skladbe na albumu so »Mojoj majci«, »Marina«, »Moj dom je Hrvatska«, »Sve je lako kad si mlad« in druge.

## Seznam skladb

### Disk 1: Koncert v Zagrebu
| Št. | Naslov                                              | Dolžina |
| --- | --------------------------------------------------- | ------- |
| 1.  | „Radio Dubrava‟                                     | 4:46    |
| 2.  | „Skočit ću‟                                         | 3:59    |
| 3.  | „Pisma ljubavna‟                                    | 3:58    |
| 4.  | „Sve je lako kad si mlad‟                           | 4:36    |
| 5.  | „Kao ja kad poludiš‟                                | 5:44    |
| 6.  | „Kiše jesenje‟                                      | 3:49    |
| 7.  | „Dani ponosa i slave‟                               | 3:41    |
| 8.  | „A ti idi ("Medley")‟                               | 12:08   |
| 9.  | „Heroj ulice‟                                       | 6:37    |
| 10. | „Sanja‟                                             | 9:30    |
| 11. | „Mojoj majci‟                                       | 6:23    |
| 12. | „Šta sad ljubav ima s tim ("Ne zovi mama doktora")‟ | 4:04    |
| 13. | „Previše suza u mom pivu‟                           | 4:12    |
| 14. | „Marina‟                                            | 5:25    |
| 15. | „Radujte se narodi‟                                 | 0:57    |

### Disk 2: Koncert v Splitu
1. »Moj dom je Hrvatska«
2. »Sava mirno teče«
3. »Pisma ljubavna«
4. »Sve je lako kad si mlad«
5. »Kao ja kad poludiš«
6. »Kiše jesenje«
7. »Heroj ulice«
8. »Radio Dubrava«
9. »Sretno dijete«
10. »Subotom uvečer«
11. »Lupi petama«
12. »Mojoj majci«
13. »Što sad ljubav ima s tim«
14. »Previše suza u mom pivu«
15. »Mi plešemo«

## Zasedba

### Prljavo kazalište
- Jasenko Houra – kitara
- Tihomir Fileš – bobni
- Zlatko Bebek – kitara
- Ninoslav Hrastek – bas kitara
- Mladen Bodalec – vokal
- Jurica Leikauff – klaviature
- Dubravko Vorih – bas kitara